# Alloclubionoides triangulatus
Alloclubionoides triangulatus är en spindelart som först beskrevs av Zhang, Zhu och Song 2007.  Alloclubionoides triangulatus ingår i släktet Alloclubionoides och familjen mörkerspindlar. Inga underarter finns listade i Catalogue of Life.